# Zoothera
Zoothera Vigors, 1832 je rod ptáků z čeledi drozdovití (Turdidae). Český název je drozd. Rod popsal již v roce 1832 Nicholas Aylward Vigors.

## Druhy
- Zoothera andromedae (Temminck, 1826) – drozd indonéský
- Zoothera atrigena Ripley & Hadden, 1982
- Zoothera camaronensis (Sharpe, 1905) – drozd kamerunský
- Zoothera cinerea (Bourns & Worcester, 1894) – drozd popelavý
- Zoothera citrina (Latham, 1790) – drozd oranžovohlavý
- Zoothera crossleyi (Sharpe, 1871) – drozd černolící
- Zoothera dauma (Latham, 1790) – drozd pestrý
- Zoothera dixoni (Seebohm, 1881) – drozd dlouhoocasý
- Zoothera dohertyi (Hartert, 1896) – drozd lombocký
- Zoothera dumasi (Rothschild, 1898) – drozd molucký
- Zoothera erythronota (Sclater, 1859) – drozd černobřichý
- Zoothera everetti (Sharpe, 1892) – drozd bornejský
- Zoothera gurneyi (Hartlaub, 1864) – drozd oranžovoprsý
- Zoothera guttata (Vigors, 1831) – drozd kropenatý
- Zoothera heinei (Cabanis, 1850) – drozd šupinkohřbetý
- Zoothera horsfieldi (Bonaparte, 1857) – drozd sundský
- Zoothera imbricata E. L. Layard, 1854 – drozd jihosrílanský
- Zoothera interpres (Temminck, 1826) – drozd kaštanovohlavý
- Zoothera joiceyi (Rothschild & Hartert, 1921) – drozd seramský
- Zoothera leucolaema (Salvadori, 1892) – drozd engganský
- Zoothera lunulata (Latham, 1802) – drozd australský
- Zoothera machiki (H. O. Forbes, 1884) – drozd světleprsý
- Zoothera major (Ogawa, 1905) – drozd anamiský
- Zoothera margaretae (Mayr, 1935) – drozd šalamounský
- Zoothera marginata Blyth, 1847 – drozd tmavoboký
- Zoothera mendeni Neumann, 1939 – drozd rudočerný
- Zoothera mollissima (Blyth, 1842) – drozd ladný
- Zoothera monticola Vigors, 1832 – drozd dlouhozobý
- Zoothera neilgherriensis (Blyth, 1847)
- Zoothera oberlaenderi (Sassi, 1914) – drozd zairský
- Zoothera peronii (Vieillot, 1818) – drozd timorský
- Zoothera piaggiae (Bouvier, 1877) – drozd východoafrický
- Zoothera princei (Sharpe, 1873) – drozd černouchý
- Zoothera salimalii Alström, Rasmussen, Zhao, Xu, Dalvi, Cai, Guan, Zhang, Kalyakin, Lei & Olsson, 2016
- Zoothera schistacea (Meyer, 1884) – drozd bělouchý
- Zoothera sibirica (Pallas, 1776) – drozd tmavý
- Zoothera spiloptera (Blyth, 1847) – drozd srílanský
- Zoothera talaseae (Rothschild & Hartert, 1926) – drozd melanéský
- Zoothera tanganjicae (Sassi, 1914) – drozd tanganický
- Zoothera turipavae A. J. Cain & I. C. J. Galbraith, 1955 – drozd guadalcanalský
- Zoothera wardii (Blyth, 1843) – drozd himálajský